# Кейль, Фридрих Вильгельм
Фридрих Вильгельм Кейль (нем. Friedrich Wilhelm Keyl; также: Фредерик Уильям Кейл, англ. Frederick William Keyl; 17 сентября 1823[…], Франкфурт-на-Майне — 5 декабря 1873[…], Лондон) — немецкий художник-анималист, работавший в Великобритании. 

## Биография
Родился в 1823 году во Франкфурте-на-Майне в семье виноторговца. Учился живописи в Штеделевской академии в родном городе  под руководством Якоба Беккера, затем — в Брюсселе, у анималиста Вербокховена.
В 1847 году переехал в Великобританию и поступил в ученики к выдающемуся художнику-анималисту Эдвину Ландсиру, вообще крайне неохотно бравшего учеников. Благодаря Ландсиру, был представлен королеве Виктории и принцу-консорту Альберту. Завершив обучение, остался в Великобритании и в 1858 году получил британское подданство.
Кейл получал много заказов от королевской семьи, в частности, изображал королевских собачек, включая пекинеса Лути и нескольких такс. Работал Кейл маслом и акварелью. Помимо написания картин, иллюстрировал книги, а также сотрудничал с журналом «The Illustrated London News». Регулярно выставлял свои работы на ежегодных выставках в Британском институте и Лондонской королевской академии художеств.
С 1852 года был женат на британке Саре-Констанции Вудлин, племяннице художника Чарльза Роберта Лесли. В этом браке родилось девять детей из которых до взрослого возраста дожили шестеро.
Скончался в 1871 году в Лондоне и был похоронен на кладбище Кенсал-Грин.
Многие работы Кейля входят в состав Британской Королевской коллекции.

## Галерея

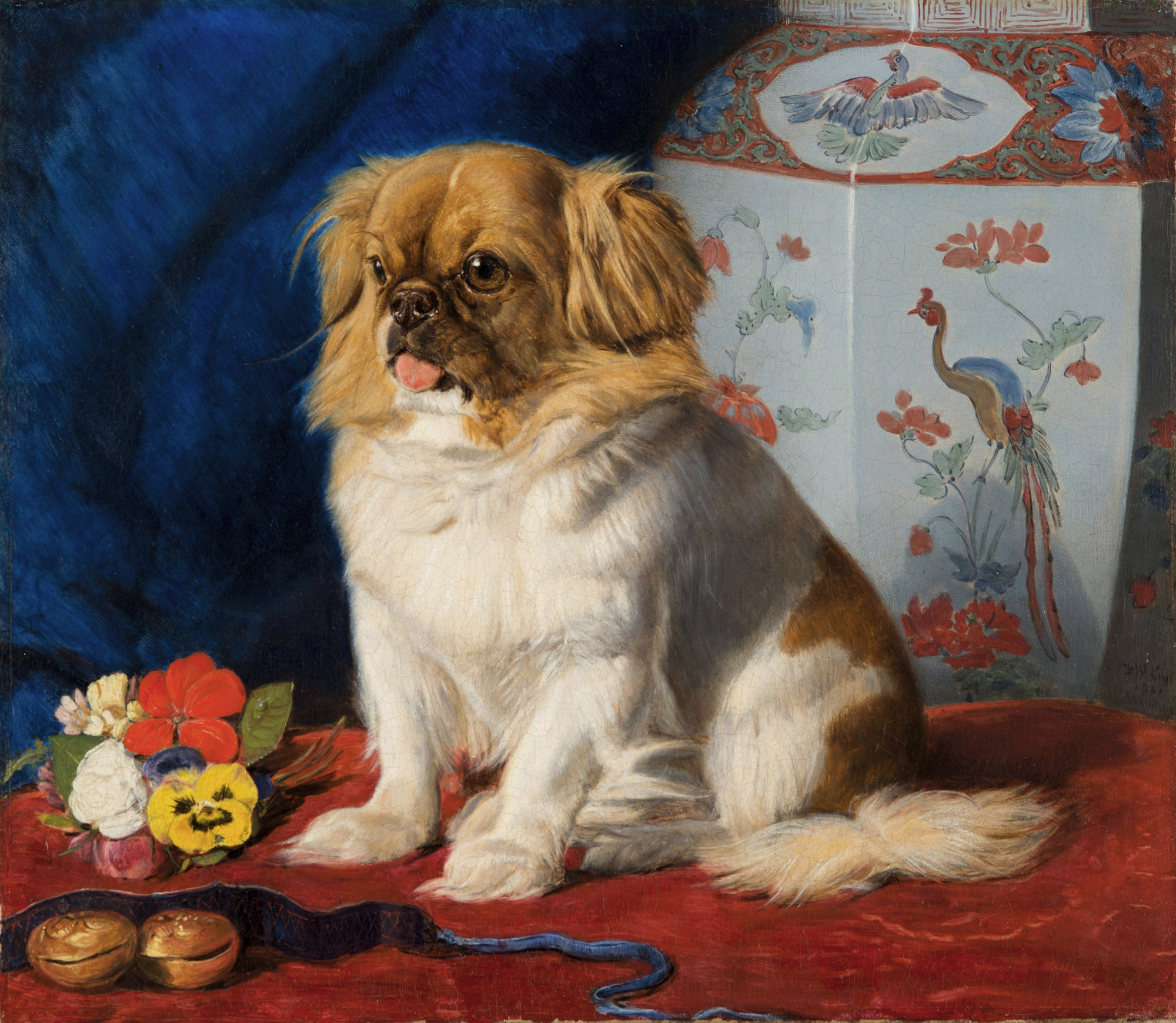
Пекинес Лути (годы жизни: ок. 1855 — 1872).
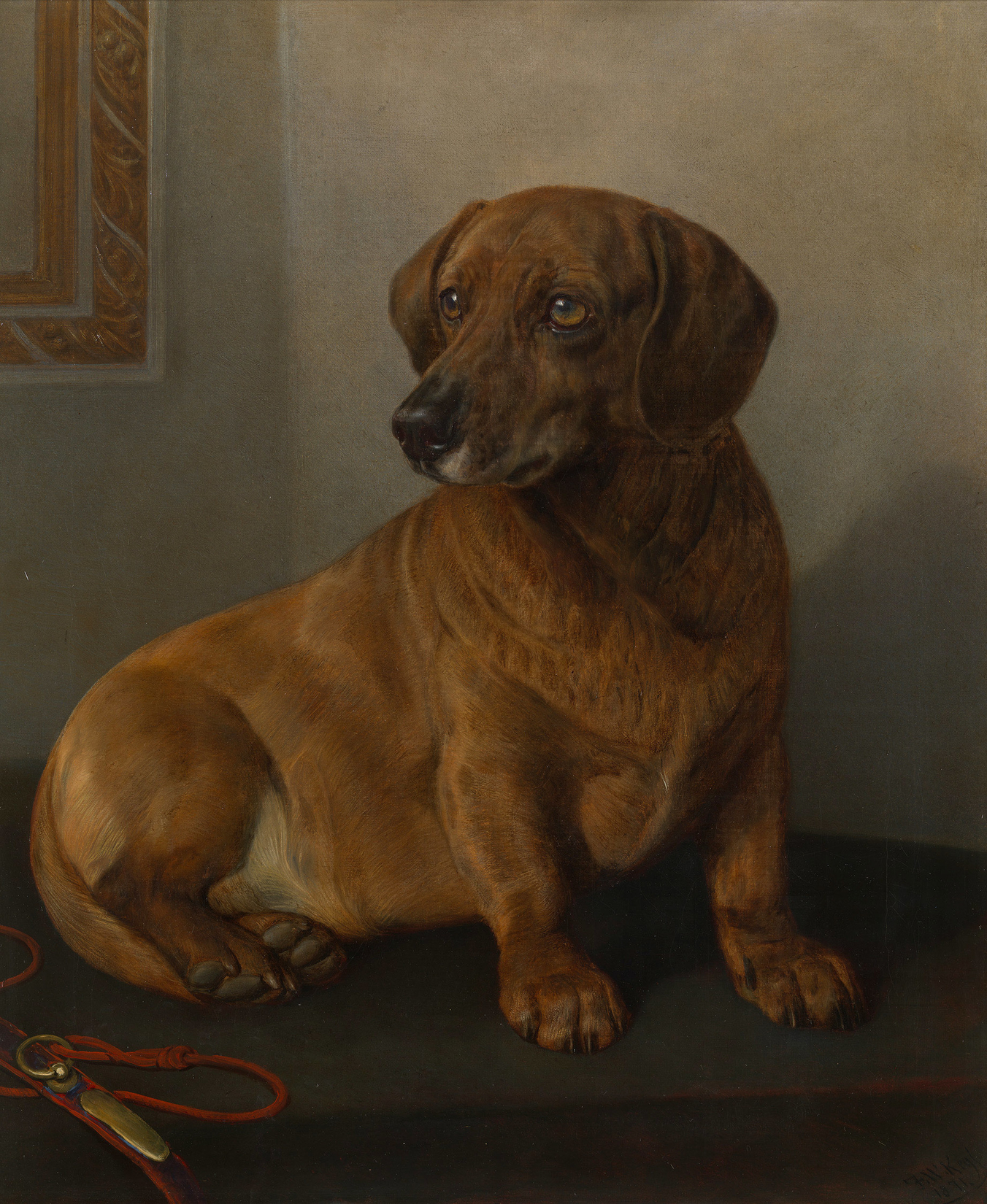
Такса Дэкко (годы жизни: 1859—71).
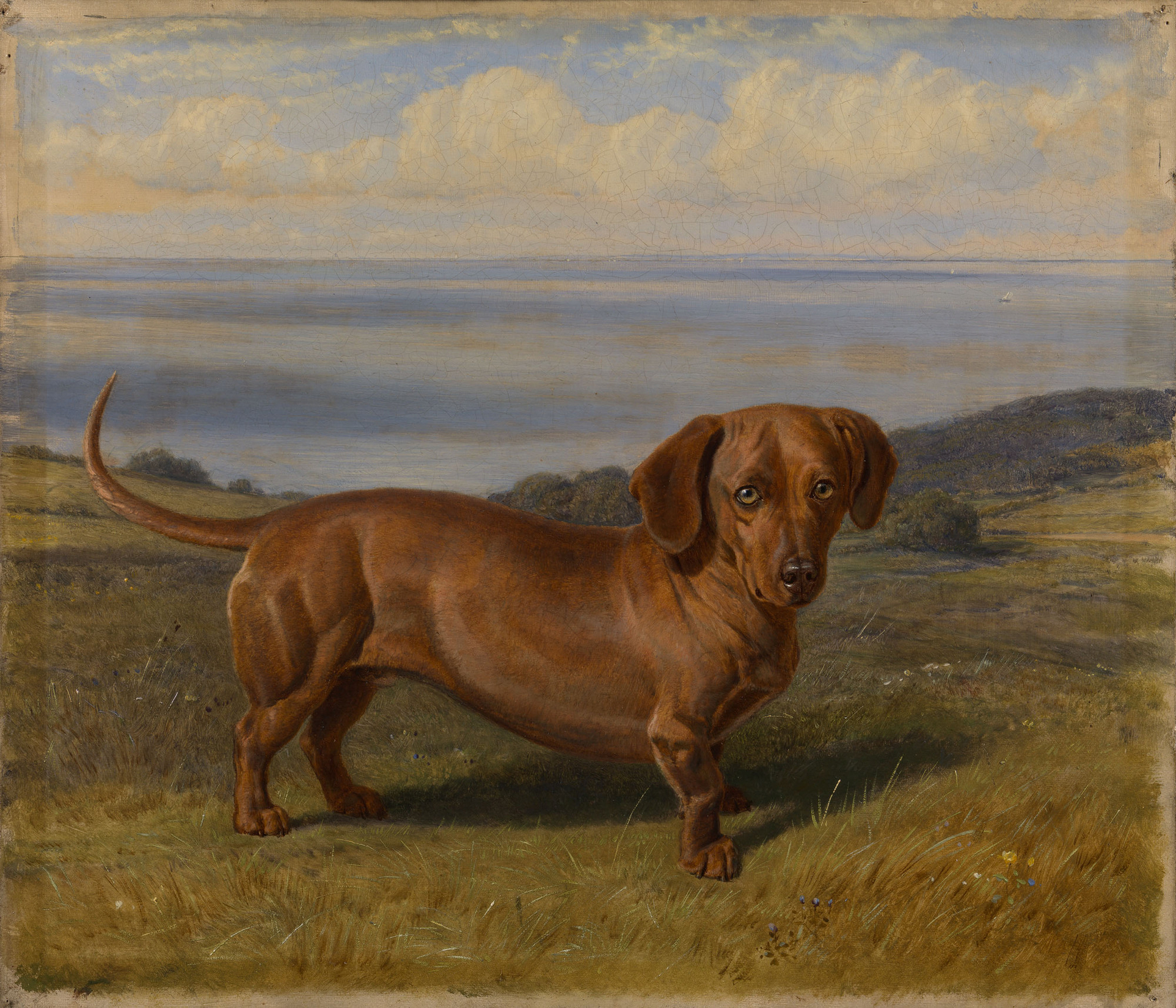
Такса Бой.
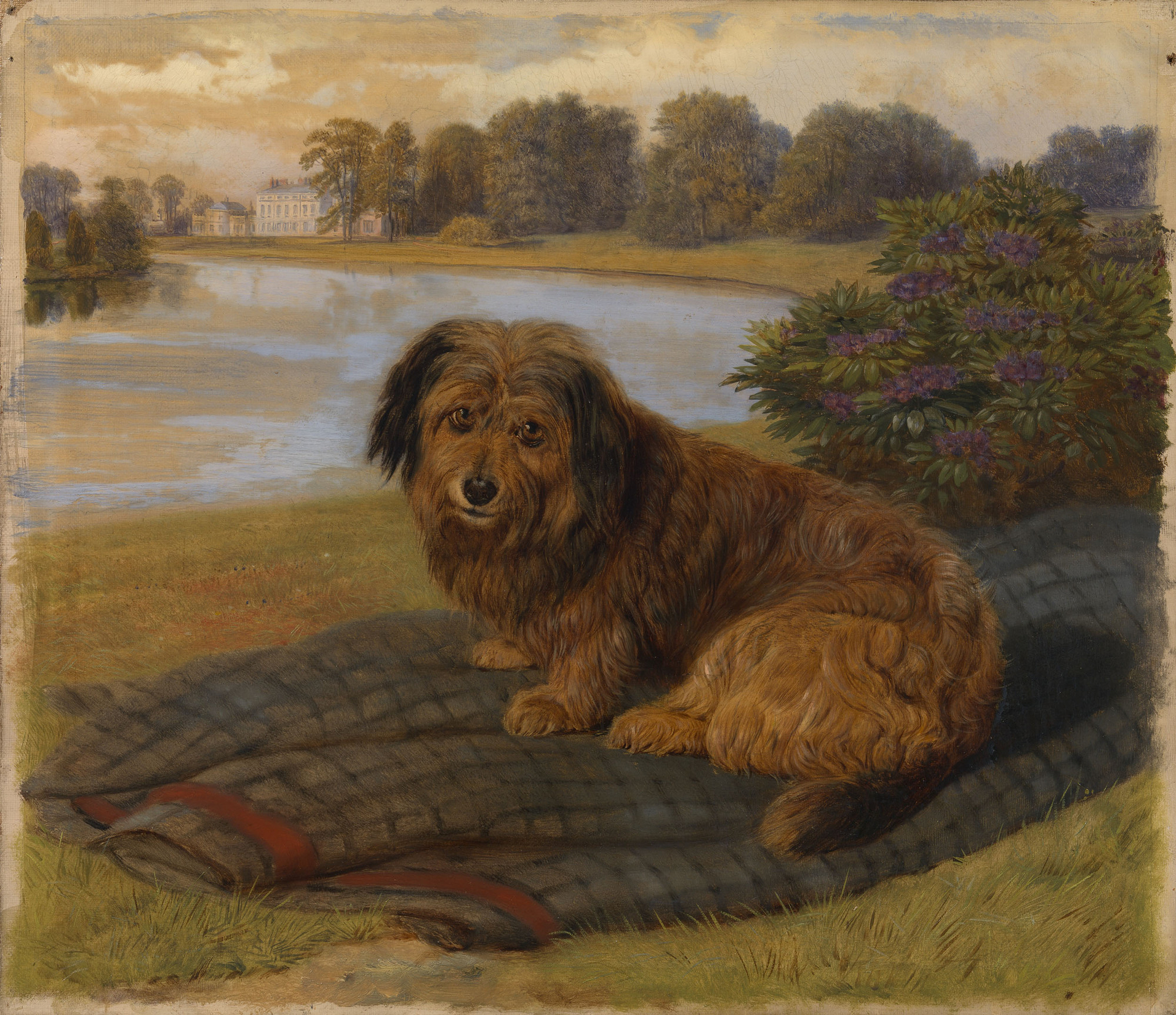
Такса Боз.
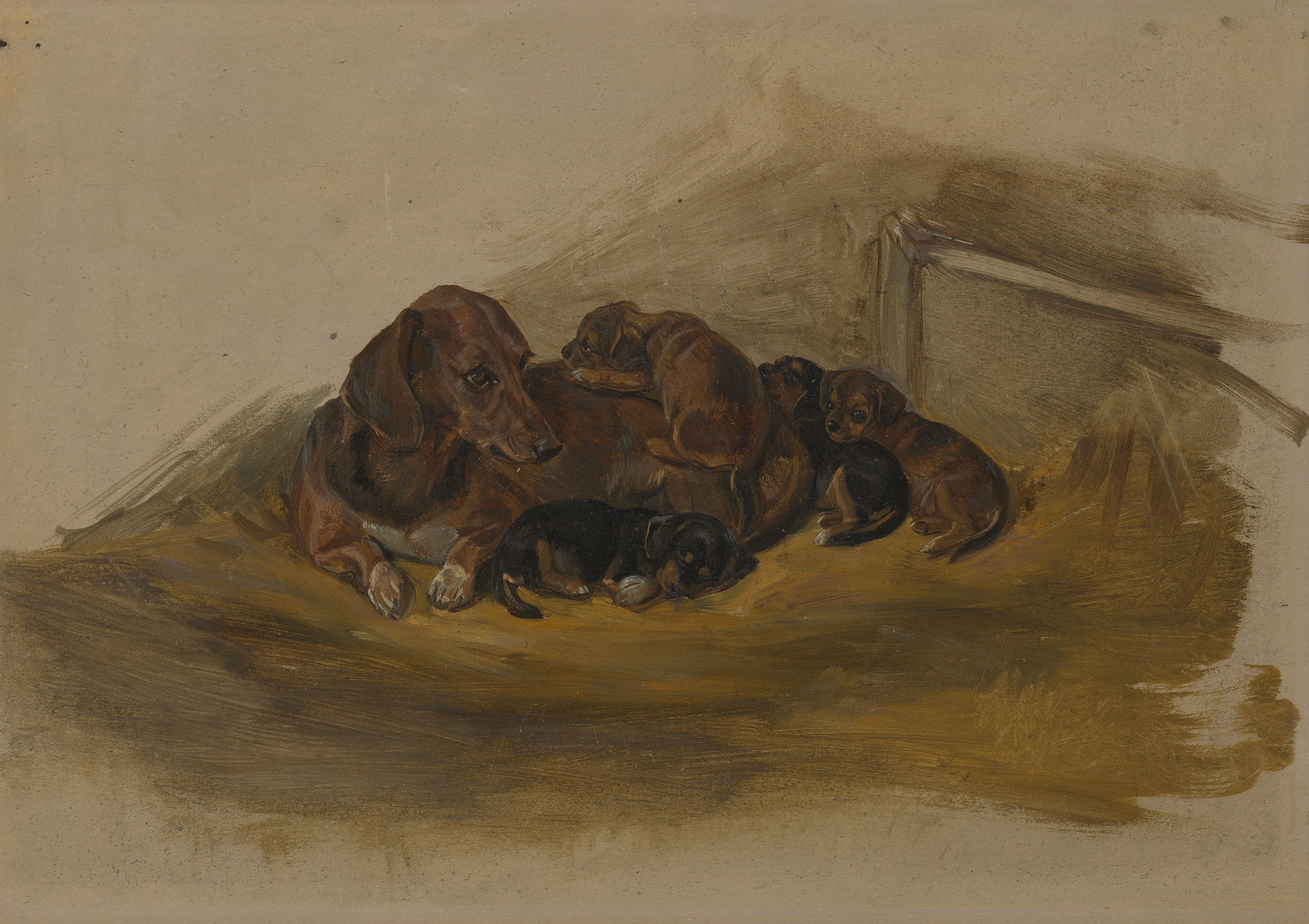
Такса Вальдина со щенками.
Детёныш гиены (полосатой)
Взрослая гиена (земляной волк)
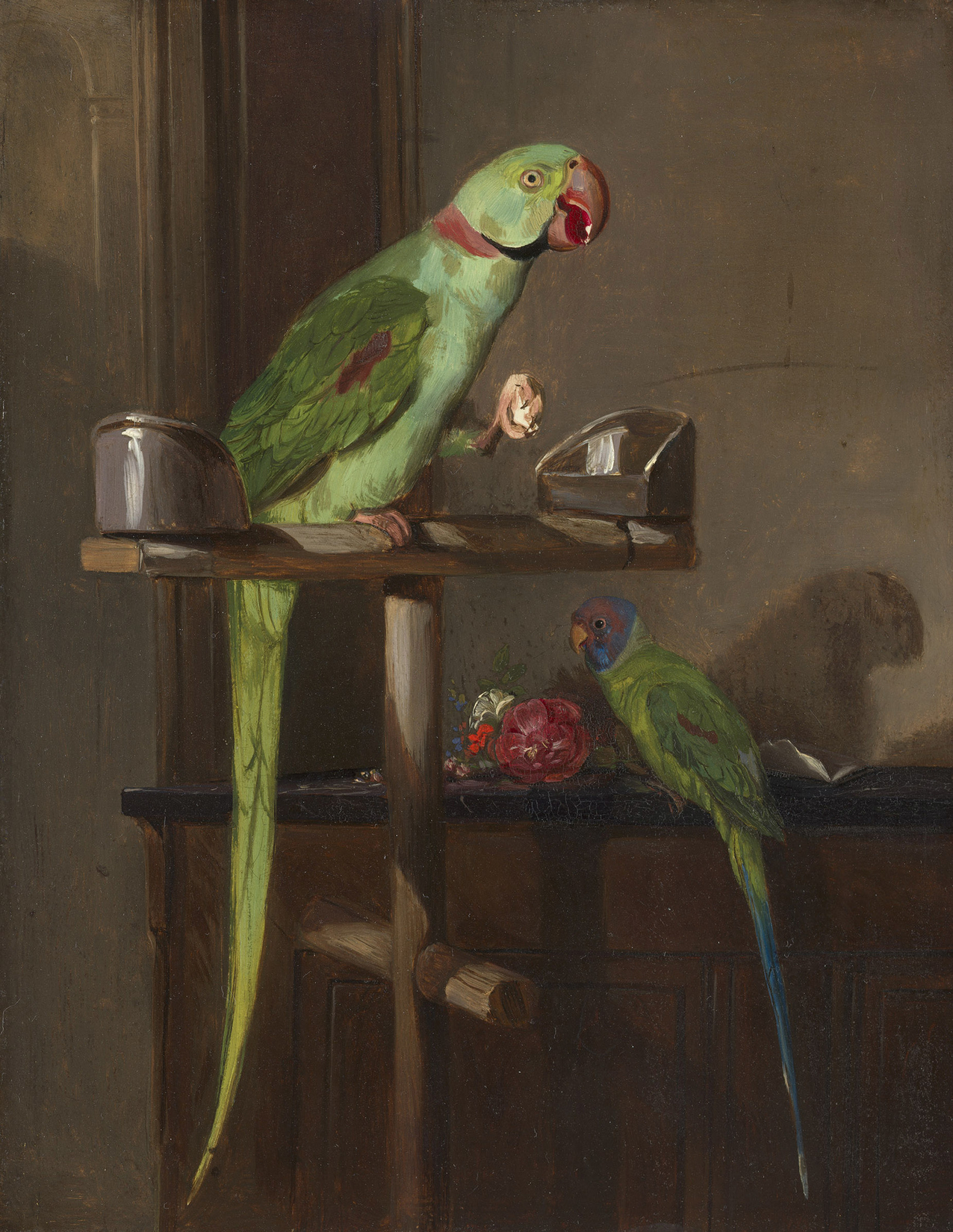
Два попугая
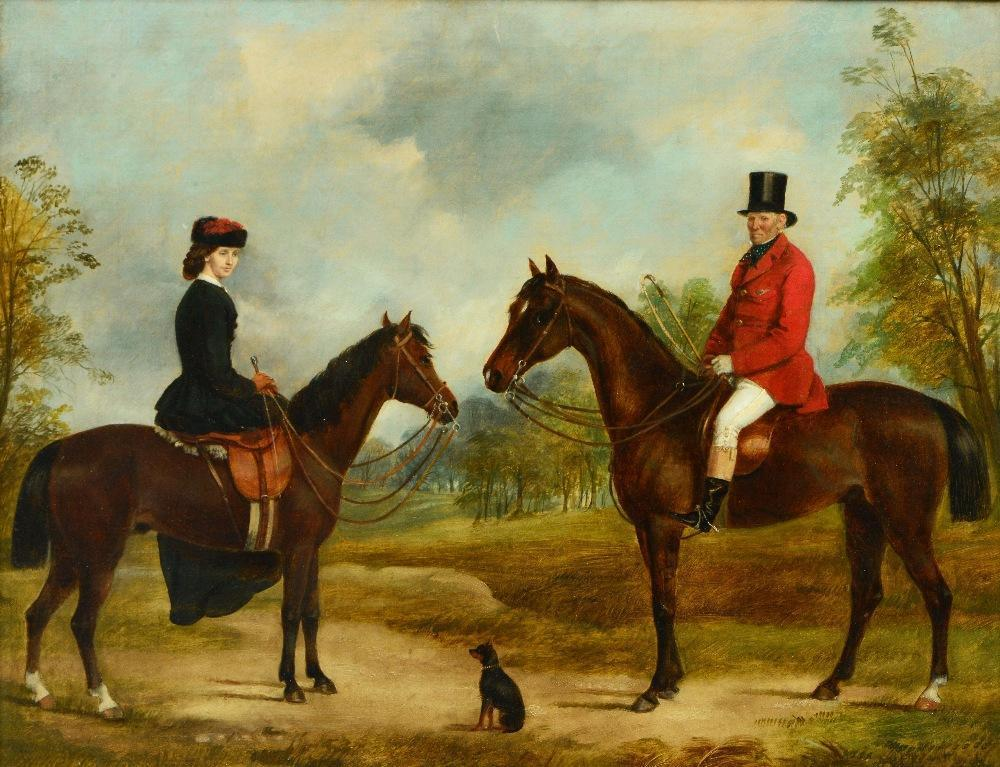
Мистер Хейвород с маленькой собачкой и дочерью Джейн
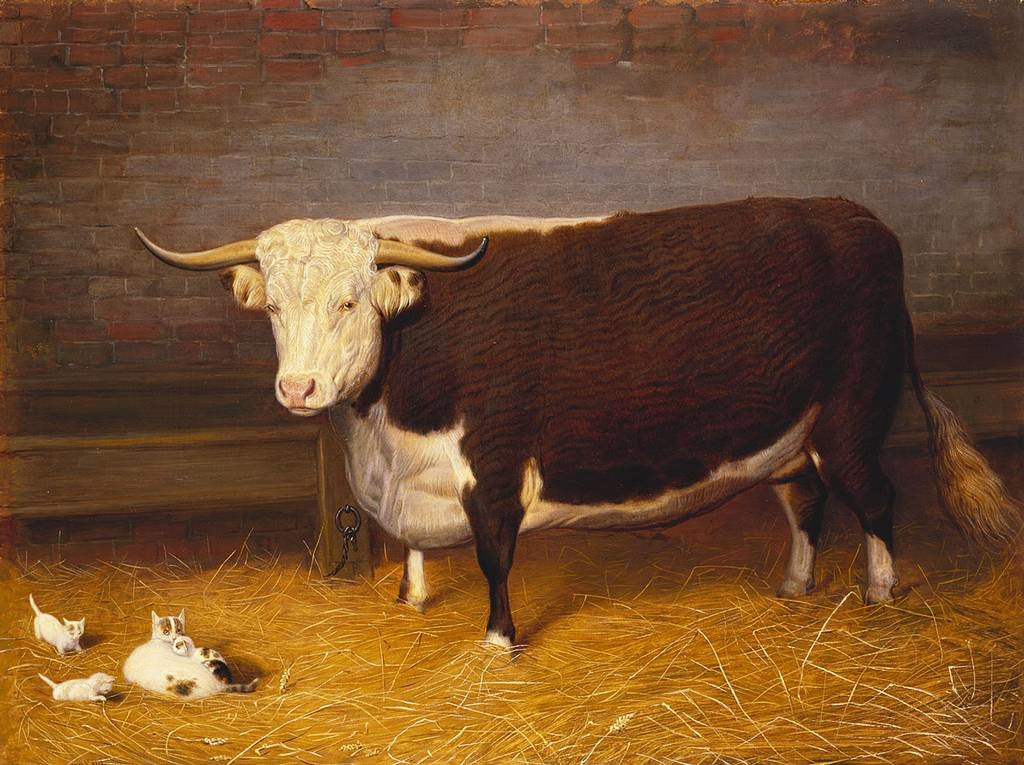
Бык херефордской породы и кошка с котятами
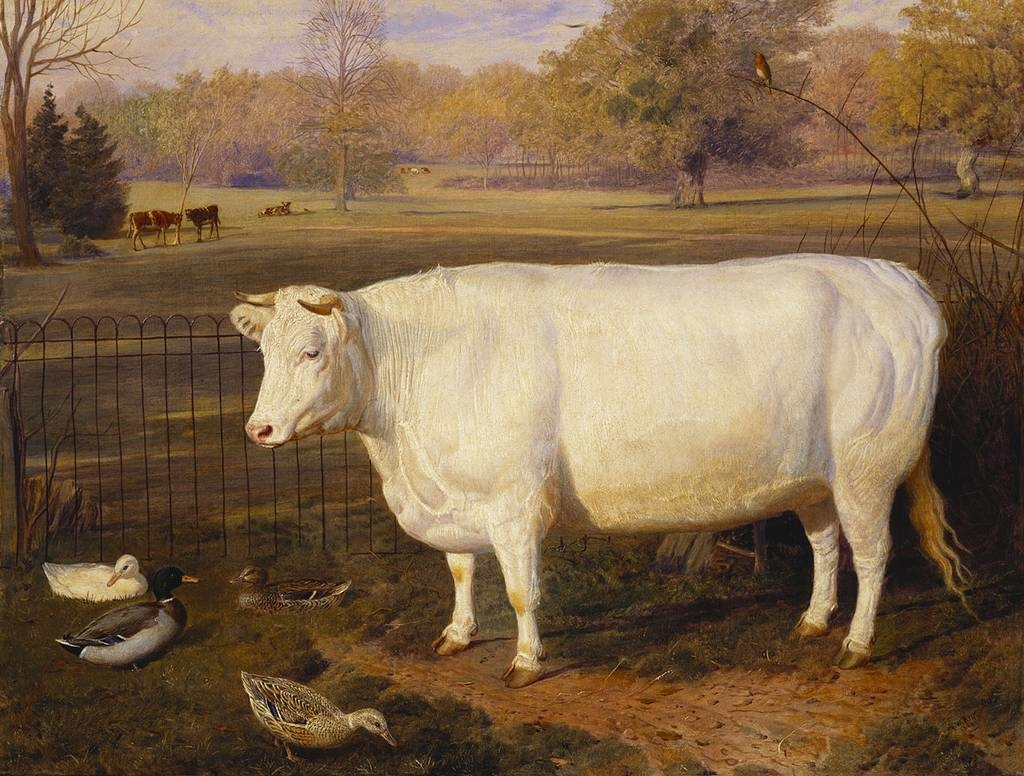
Корова Принцесса Елена